# 披肩象齒脂鯉
披肩象齒脂鯉（学名：Ichthyoelephas humeralis）為輻鰭魚綱脂鯉目脂鯉亞目鯪脂鯉科的其中一個種，分布於南美洲厄瓜多 Guayas及Santiago河流域，體長可達24公分，棲息在河川底中層水域，生活習性不明，可做為食用魚及養殖魚。